# Хохлов, Александр Валерьевич
Алекса́ндр Вале́рьевич Хохло́в (30 сентября 1988, Ленинград, СССР) — российский футболист, защитник.

## Карьера
Воспитанник петербургской ДЮСШ «Локомотив», в 2005 году подписал контракт с «Зенитом». С 2006 по 2008 год выступал за дублирующий и молодёжный состав «Зенита», проведя за это время в общей сложности 40 игр. В основном составе дебютировал 6 августа 2008 года, выйдя на замену в матче 1/16 финала Кубка России в Новосибирске против местной «Сибири», в том же году был внесён «Зенитом» в официальную заявку клуба на участие в Лиге чемпионов.
В начале 2009 года на правах годичной аренды перешёл в «Кубань», в составе которой дебютировал в Высшем дивизионе 30 мая 2009 года в матче 11-го тура сезона 2009 года в Санкт-Петербурге против родного «Зенита» (0:2), отыграл весь матч. Всего за «Кубань» провёл 6 матчей в чемпионате, 1 матч в Кубке России и 12 игр в турнире молодёжных составов, в которых забил 1 гол, после чего, ввиду завершения срока аренды, покинул «Кубань».
27 августа 2010 года был заявлен за «Спартак-Нальчик», также по арендному договору. В декабре Хохлова выкупили самарские «Крылья Советов», подписав с ним годичный контракт. В феврале перешёл в ФК «Ростов».
Выступал за сборную Абхазии.

## Статистика
| Статистика выступлений | Статистика выступлений | Статистика выступлений | Статистика выступлений | Статистика выступлений | Статистика выступлений | Статистика выступлений | Статистика выступлений | Статистика выступлений | Статистика выступлений | Статистика выступлений |
| Клуб                   | Год                    | Чемпионат              | Чемпионат              | Чемпионат              | Кубок                  | Кубок                  | Кубок                  | Всего                  | Всего                  | Всего                  |
| Клуб                   | Год                    | Игры                   | Голы                   | ЖК                     | Игры                   | Голы                   | ЖК                     | Игры                   | Голы                   | ЖК                     |
| ---------------------- | ---------------------- | ---------------------- | ---------------------- | ---------------------- | ---------------------- | ---------------------- | ---------------------- | ---------------------- | ---------------------- | ---------------------- |
| Зенит                  | 2008                   | 0                      | 0                      | 0                      | 1                      | 0                      | 0                      | 1                      | 0                      | 0                      |
| Кубань                 | 2009                   | 6                      | 0                      | 0                      | 1                      | 0                      | 0                      | 7                      | 0                      | 0                      |
| Спартак-Нальчик        | 2010                   | 1                      | 0                      | 0                      | 0                      | 0                      | 0                      | 1                      | 0                      | 0                      |
| Ростов                 | 2011/12                | 10                     | 0                      | 4                      | 0                      | 0                      | 0                      | 10                     | 0                      | 4                      |

(откорректировано по состоянию на 27 июня 2011)